# Leucania uda
Leucania uda är en fjärilsart som beskrevs av Achille Guenée 1852. Leucania uda ingår i släktet Leucania och familjen nattflyn. Inga underarter finns listade i Catalogue of Life.

## Bildgalleri

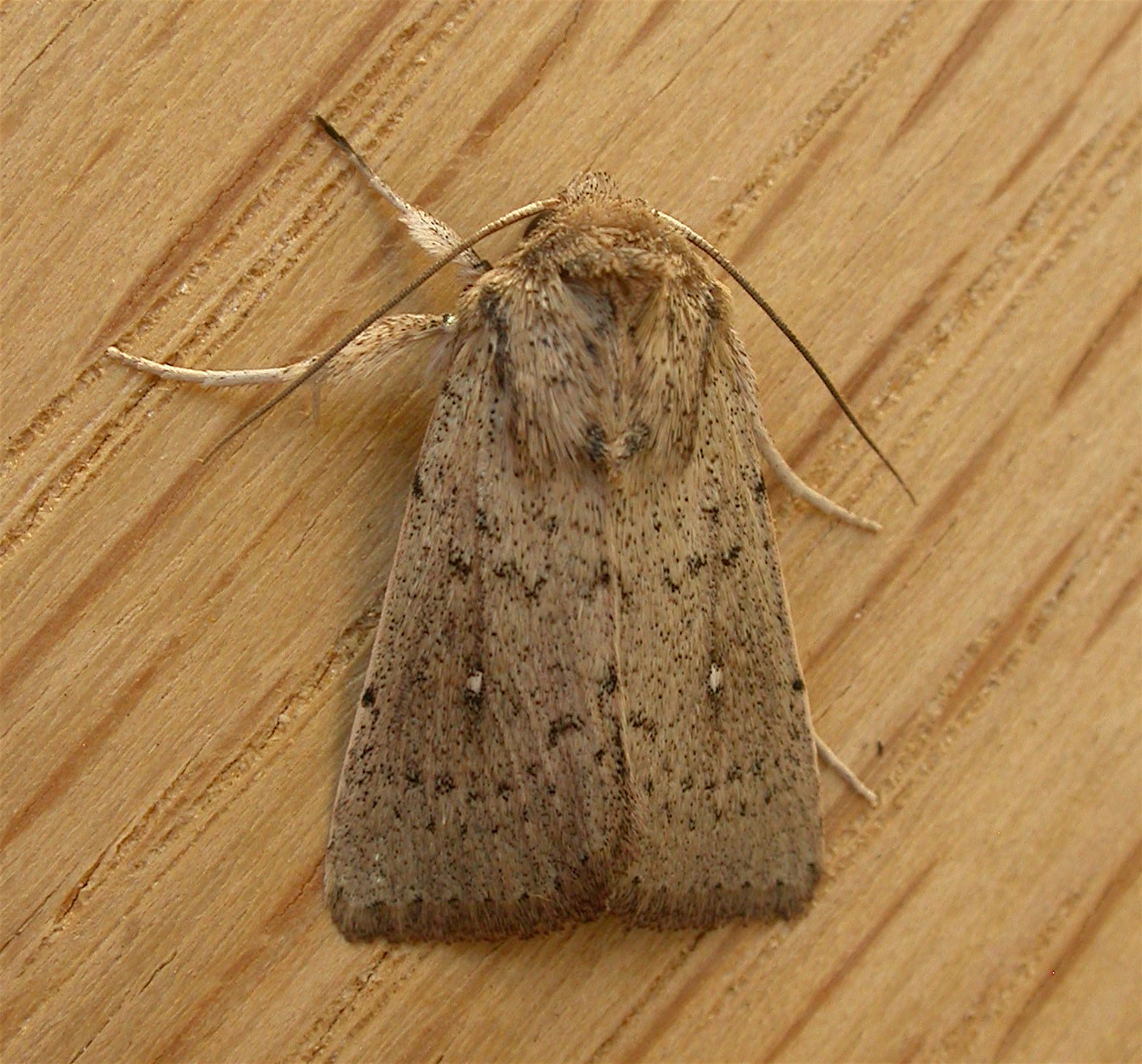